# إينجي
إينجي (بالفارسية: اینجی) هي مستوطنة تقع في منطقة سانجار الريفية (Sangar Rural District) في إيران. يقدر عدد سكانها بـ 178 نسمة .